# 2021 في البحرين
فيما يلي هذه الأحداث التي حصلت في عام 2021 في البحرين.

## المناصب
| صورة | المنصب             | الاسم                 |
| ---- | ------------------ | --------------------- |
|      | ملك البحرين        | حمد بن عيسى آل خليفة  |
|      | رئيس وزراء البحرين | سلمان بن حمد آل خليفة |

## الأحداث
مستمر - جائحة فيروس كورونا في البحرين

## الوفيات
- 19 فبراير - فيصل عبد العزيز، لاعب كرة قدم (مواليد 1968).[1]